# Antoni Puigvert i Romaguera
Antoni Puigvert i Romaguera (La Bisbal del Ampurdán, 1954) es un escritor y poeta español en lengua catalana que firma sus libros y artículos como Antoni Puigverd.

## Trayectoria literaria
Licenciado en filología hispánica, ha ejercido como profesor de literatura y es colaborador habitual en columnas de opinión en prensa escrita como La Vanguardia, El Punt, Diario de Barcelona, Revista de Girona, El País, Jano, El 9, Avui, El Periòdic d'Andorra, Serra d'Or, en la radio (Catalunya Ràdio y COM Ràdio), y en la televisión (BTV, TV3). Antoni Puigvert habla fluidamente catalán, español, francés e inglés.

## Libros publicados
- Narrativa breve:
  - 1990 La pràctica dels vius. Barcelona: Quaderns Crema.
- Novela:
  - 1993 Paper de vidre. Barcelona: Quaderns Crema.
  - 1999 La gàbia d'or. Barcelona: Quaderns Crema.
- Poesía: 
  - 1990 Vista cansada. Barcelona: Columna.
  - 1992 Curset de natació. Barcelona: Proa.
  - 1995 La migranya del faune. Barcelona: Ed. 62.
  - 1997 Hivernacle. Barcelona: La Magrana.
- Otras obras: 
  - 1988 Ombres i dies. Gerona: Diputación Provincial de Gerona.
  - 1996 L'Empordà, llibre de meravelles (junto a Xavier Miserachs). Barcelona: Ed. 62.
  - 2014 La finestra discreta: Quadern de la roda del temps.

## Premios literarios
- 1986, Gaziel: Artículos sobre tema internacional.
- 1989, Premios Literarios de Girona-Miquel de Palol de poesía: Vista cansada.
- 1991, Carles Riba: Curset de natació.
- 1992, Premio de la crítica - poesía catalana: Curset de natació.
- 1995, Englantina de Oro en los Juegos Florales de Barcelona: La migranya del faune.
- 1997, Flor Natural en los Juegos Florales de Barcelona: Hivernacle.